# Redan, Georgia
Redan är en ort (CDP) i DeKalb County, i delstaten Georgia, USA. Enligt United States Census Bureau har orten en folkmängd på 33 015 invånare (2010) och en landarea på 24,9 km².